# A.C.A.B.

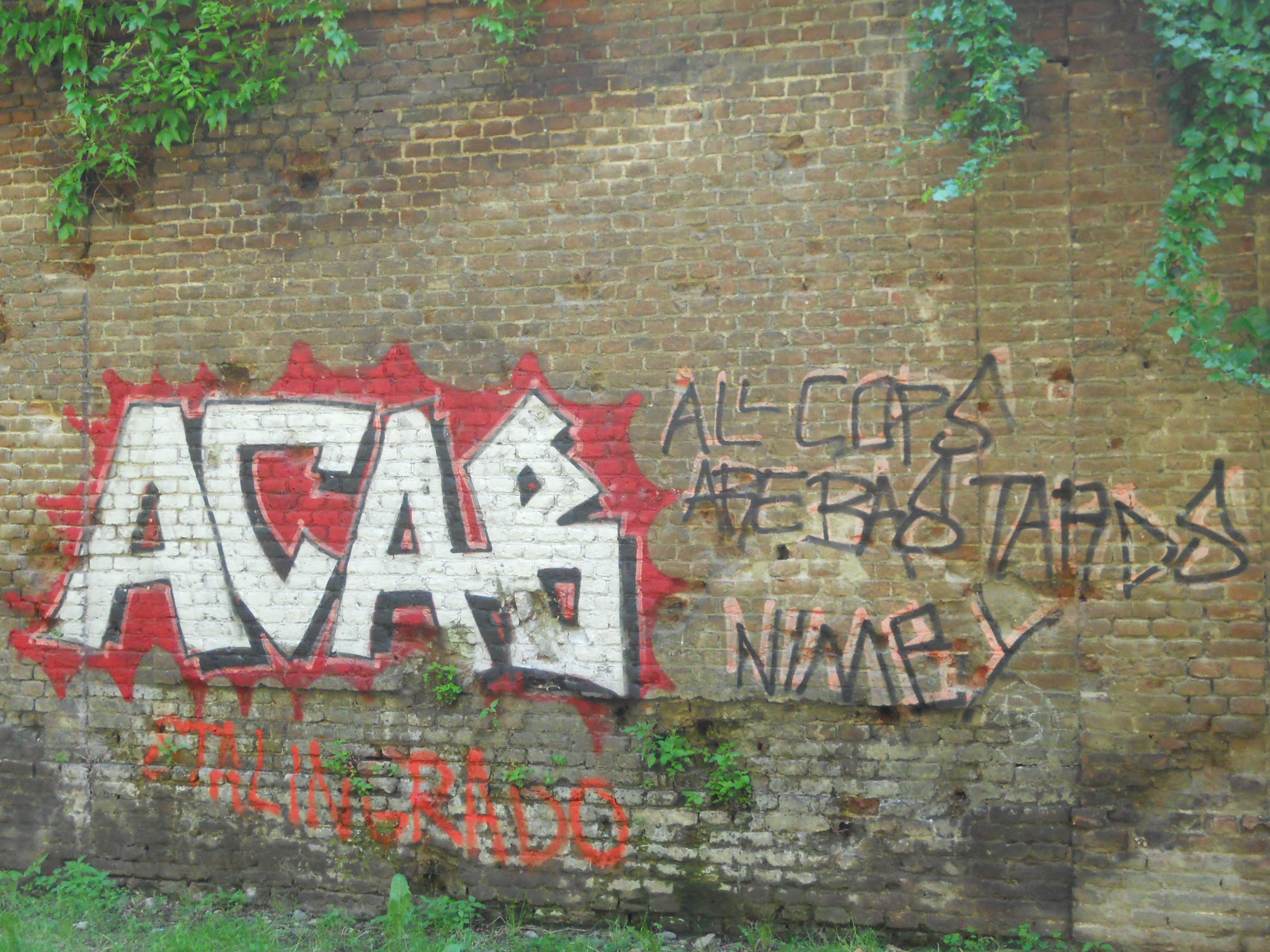
Scritta murale "ACAB" nel quartiere Barriera di Milano a Torino

La sigla A.C.A.B. è uno slogan, acronimo di All cops are bastards (lett. "tutti i poliziotti sono bastardi"), solitamente utilizzato in maniera generica come appellativo dispregiativo contro le forze dell'ordine. 
In alcuni casi viene scritto 1312: si tratta della stessa parola rappresentata utilizzando il numero delle lettere nell’alfabeto (1 = A, 3 = C, 1 = A, 2 = B).

## Storia

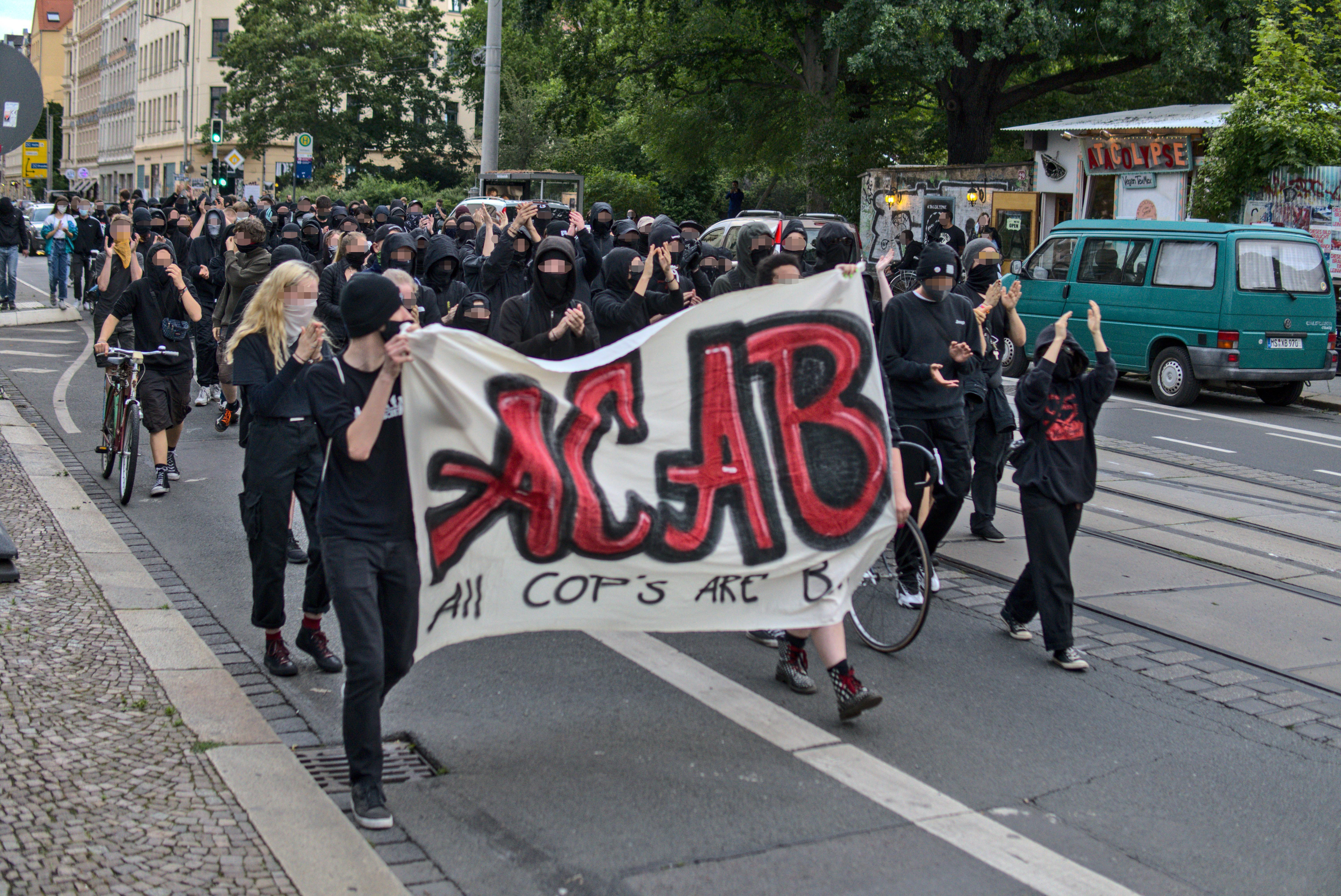
Manifestanti con striscione recante la scritta "ACAB"

L'espressione si è diffusa nel Regno Unito negli anni settanta, mentre l'intero testo esisteva nel parlato dagli anni venti, anche nella forma "All coppers are bastards". L'acronimo è divenuto di uso popolare negli anni settanta, quando ha dato il titolo a un brano del gruppo britannico The 4-Skins, composto da skinhead che si erano conosciuti nell'ambiente delle tifoserie calcistiche sebbene il concetto fu usato con altre parole ed in un altro contesto nel 1968 dai Rolling Stones in Sympathy for the Devil:
(Così come ogni poliziotto è un criminale ed ogni peccatore un Santo, come la testa è la coda, tu chiamami pure Lucifero, perché ho bisogno di una qualche moderazione)
La popolarità della canzone dei 4-Skins all'interno di tale movimento ha fatto in modo che l'acronimo sia stato adottato come slogan dall'intera cultura skinhead (indipendentemente dallo schieramento politico). Nato nella Gran Bretagna degli anni sessanta, il movimento skinhead si è integrato negli hooligan britannici fin dal principio. Il movimento ha inoltre da subito manifestato un'antipatia piuttosto diffusa verso i poliziotti e le forze dell'ordine, con cui nascevano spesso dei contrasti, in particolare allo stadio. Come si può notare, una parte degli stessi hooligan, o degli ultras in genere, è composta da skinhead tutt'oggi, così come continuano le rivalità tra tifosi e forze dell'ordine.
Negli anni ottanta, il movimento skinhead si è diffuso anche in Europa e negli Stati Uniti, portando con sé, di conseguenza, le usanze e i detti tipici. Tra questi figura appunto anche il famoso detto A.C.A.B., che successivamente si è esteso anche al resto degli ultras e dei tifosi delle squadre di calcio. Alcune testimonianze riferiscono che il gruppo The 4-Skins era conosciuto anche in Italia e alcuni skinhead italiani si recavano nel Regno Unito per assistere ai loro concerti. In poco tempo l'acronimo è divenuto noto e utilizzato, seppur presso un gruppo ristretto di persone, anche in Italia.
Oggi il detto è usato non solo da skinhead, ma anche in ambiente carcerario, dove l'acronimo è stato registrato per la prima volta nel 1977, da alcuni ultras e tifosi, oltre che da gruppi politici anti-autoritaristi e da gruppi politici di estrema sinistra. Il termine viene usato anche dai giovani per indicare una persona ribelle/trasgressiva.

## Influenze nella cultura di massa
- Nel 2009, il giornalista inviato de La Repubblica Carlo Bonini pubblica per Einaudi il libro ACAB - All Cops Are Bastards, che racconta episodi di violenza da parte delle forze dell'ordine.[3][4]
- Il 27 gennaio 2012 è uscito nelle sale italiane il film ACAB - All Cops Are Bastards, tratto dal romanzo omonimo di Carlo Bonini.[5].
- Il 15 gennaio 2025 è uscita su Netflix la serie TV di 6 episodi ACAB - La serie, ispirata al film di Stefano Sollima.
- 1312 è una canzone del gruppo Street Punk The Casualties
- 1312 è una canzone del duo musicale italiano PSICOLOGI
- 1312 è una canzone del rapper torinese Willie Peyote, contenuta nell’album Non è il mio genere, il genere umano
- 1312 è una canzone del rapper italiano Dani Faiv, in collaborazione con Vaz Tè e Disme